# Horace de Saussure

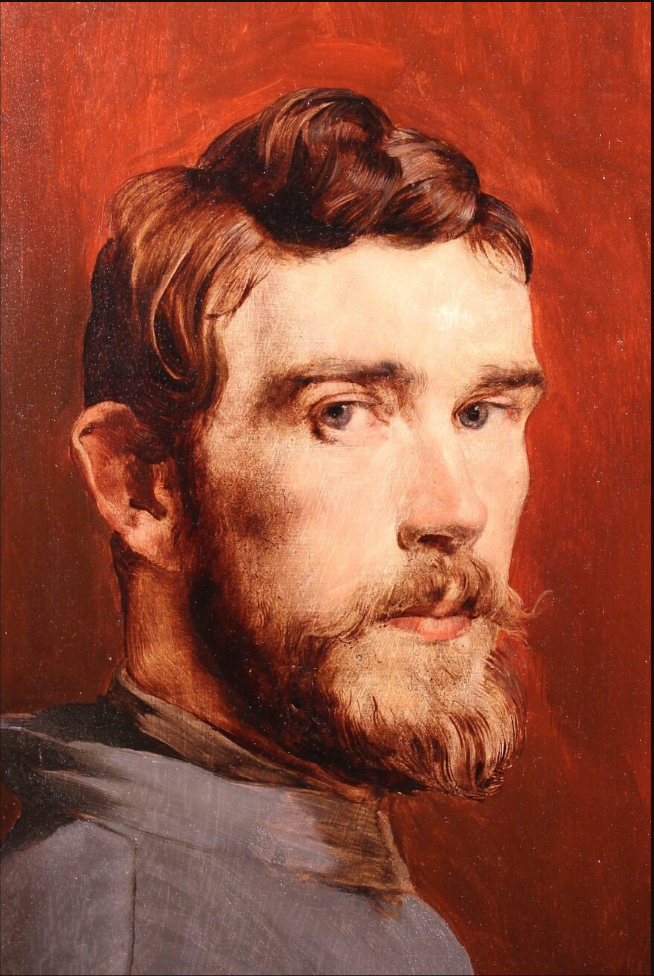
Selbstporträt von 1885 aus den Sammlungen des Musée d’art et d’histoire in Genf

Horace de Saussure (* 15. Mai 1859 in Genf; † 18. September 1926 ebenda) war ein Schweizer Landschafts- und Porträtmaler der Düsseldorfer Schule.

## Leben
De Saussure war Urenkel des Naturforschers Horace-Bénédict de Saussure, Sohn des Mineralogen und Entomologen Henri de Saussure, jüngerer Bruder des Sprachwissenschaftlers Ferdinand de Saussure und Neffe des Landschaftsmalers Auguste de Pourtalès. Weitere Brüder waren der Sinologe Léopold de Saussure und der Mathematiker und Esperantist René de Saussure.
Er erhielt eine künstlerische Ausbildung in München und Düsseldorf. In den Jahren 1878 bis 1886 besuchte er die Kunstakademie Düsseldorf. Dort waren die Maler Hugo Crola, Heinrich Lauenstein, Peter Janssen d. Ä. und Wilhelm Sohn seine Lehrer. Unter der Leitung von Sohn führte de Saussure zusammen mit Peter von Krafft die Ausmalung der Decke des Zuschauerraums für das Stadttheater Düsseldorf aus.
Er arbeitete in Florenz und Paris sowie in München, bevor er sich in seiner Vaterstadt als Maler niederliess.
1891 unternahm er eine Reise in die Vereinigten Staaten. Dort hatte er ein Architekturbüro mit seinem damals ebenfalls in den USA weilenden Bruder René de Saussure.
De Saussure fand seine letzte Ruhestätte auf dem Friedhof von Genthod im Kanton Genf, wo auch zahlreiche andere Familienmitglieder begraben sind.